# Хороканай

44°0′35″ пн. ш. 142°9′14″ сх. д. / 44.00972° пн. ш. 142.15389° сх. д.
Хорокана́й (яп. 幌加内町, ほろかないちょう, МФА: [hoɾokanai̯ t͡ɕoː]) — містечко в Японії, в повіті Урю округу Сораті префектури Хоккайдо. Станом на 1 жовтня 2008 року площа містечка становила 767,03 км². Станом на 31 березня 2017 населення містечка становило 1537 осіб.